# Loxophantis
Loxophantis är ett släkte av fjärilar. Loxophantis ingår i familjen Crambidae.
Kladogram enligt Catalogue of Life:
| Loxophantis | \| \| Loxophantis pretoriella \| \| \| \| \| \| Loxophantis triplecta \| \| \| \| |
|             | \| \| Loxophantis pretoriella \| \| \| \| \| \| Loxophantis triplecta \| \| \| \| |
|             | Loxophantis pretoriella                                                           |
|             |                                                                                   |
|             | Loxophantis triplecta                                                             |
|             |                                                                                   |